# Das Messer im Rücken
Das Messer im Rücken ist ein deutscher Spielfilm aus dem Jahre 1975 von Ottokar Runze mit Hans Brenner in der Hauptrolle.

## Handlung
Das titelgebende Messer im Rücken hat einen Jungen getroffen, der sich mit seinen Kumpanen im Wald im Messerwurf versucht hatte. Der Junge kommt mit dem Leben davon und erklärt, dass nicht der Messerwerfer schuld an dem Unfall hatte, sondern vielmehr er selbst. Diese kleine Episode dient als Einstieg zur eigentlichen Geschichte, in deren Mittelpunkt eine Bluttat steht, die sich im Hamburger Rotlichtviertel St. Pauli abgespielt hatte. Sechs Zeugen behaupten gesehen zu haben, wie ein Zuhälter einen griechischen Gastarbeiter erstochen habe. Der mutmaßliche Täter floh, stellte sich aber wenig später der Polizei. Bei der Vernehmung behauptet jener Hans Eder, ein in Hamburg ansässiger, gebürtiger Wiener, bei dem Zwischenfall habe es sich um einen tragischen Unfall gehandelt. Das Messer, so Eder, habe er zufällig bei sich getragen, und der Grieche habe ihn angegriffen. Eder habe sich also lediglich verteidigt und habe den Mann niemals töten wollen.
Bei der anschließenden Vernehmung durch den Untersuchungsrichter werden sechs Zeugen befragt. Keiner von ihnen kann die Version des Zuhälters bestätigen, andererseits widersprechen sich aber auch die Zeugenaussagen untereinander. Jeder hat einen anderen Tathergang in Erinnerung, und der Zuschauer kann nun die Wahrhaftigkeit dieser Aussagen vergleichen, da der tatsächliche Vorgang wiederholt gezeigt wird. Es geht um die Frage der Schuld, und es geht um die objektive Wahrheit. Die Gegenüberstellung der verschiedenen Aussagen, die Beeinflussung der Aussagen durch die verschiedensten Interessen aller Beteiligten machen recht bald deutlich, dass es eine objektive Wahrheit aber gar nicht gibt, zumal der wichtigste Zeuge, der tote Grieche, nicht mehr befragt werden kann. Zu den Schöffen im anstehenden Schwurgerichtsprozess gehören auch zwei Elternteile der beiden am Messerwurf-Unglück beteiligten Kinder: der Vater des Werfers und die Mutter des Verletzten. Ein Lehrer der beiden Jungs ist gleichfalls dabei, ebenso ein Arzt und eine Krankenschwester sowie eine weitere, an den Vorgängen im Wald und deren Folgen nicht beteiligte Person.
Angesichts dieser Schöffen-Konstellation, so zeigt der Film, ist eine wirkliche Neutralität und Objektiv nicht zwingendermaßen angezeigt, zumal Mutter, Vater, Arzt und Krankenschwester in den Fall des messerwerfenden Kindes involviert gewesen waren. Befangenheiten und Voreingenommenheiten können, so die Botschaft, selbst den Schöffen mit den besten Absichten ihre Neutralität verlieren lassen. Die eigene Schuld, die etwa eines unaufmerksamen gewesenen Elternteils oder einer medizinischen Hilfe leistenden Person, darf bei der Beurteilung des zu verhandelnden, fremden Falles ebenfalls nicht außer Acht gelassen werden. Was ist es also im Fall des toten Griechen: Vorsätzliche Tat, wie der Staatsanwalt unterstellt, oder ein tragischer Unglücksfall, wie der Beschuldigte behauptet? Die Schöffen müssen ein Urteil fällen, und in diesem Fall folgt dem der Schuldspruch. Hans Eder wird zurück in seine Gefängniszelle transportiert, die Schulkinder aber haben sich wieder zusammengerauft und spielten friedlich miteinander. 

## Produktionsnotizen
Das Messer im Rücken entstand zwischen dem 1. und dem 24. März 1975 in Hamburg. Nach der FSK-Prüfung am 19. Juni 1975 kam der Film am 11. Juli 1975 in die deutschen Kinos.
Ausstattung und Kostüme stammen von Peter Scharff.

## Kritiken
„Nach der Gaunerkomödie "Der Lord von Barmbeck" und der Häftlinge-spielen-Richter-Dokumentation "Im Namen des Volkes" bleibt Ottokar Runze weiter der Justiz auf der Spur. Sein neuer Spielfilm, "Das Messer im Rücken", soll "Verständnis für Richter und Schöffen wecken". Nach einem Originalfall -- Messerstecherei im Loddel-Milieu auf der Reeperbahn -- konstruierte Runze eine Art "Zwölf Geschworene" am "Tatort": Mit Akribie und Vorurteilen untersuchen eine äußerst heterogene Gruppe von Schöffen und ein vorbildlich menschlicher Richter, ob der Wiener Zuhälter Erich (Hans Brenner) Totschlag begangen hat oder nur in Notwehr handelte. Sie kommen, so Runze, "zu einem weitaus milderen Urteil als im Originalfall".“

„Einem Wiener Kaufmann ist im Hamburger Reeperbahnviertel ein Ausländer ins offene Messer gelaufen. Die Ermittlungen der Polizei ergeben ein anderes Bild als die Aussagen des Täters; zusätzlich wird die Wahrheitsfindung durch unterschiedliche weltanschauliche Einstellungen der Richter und Geschworenen kompliziert. Autor und Regisseur Runze reflektiert erneut Probleme der deutschen Rechtsprechung, wobei er sich in der Thesendiskussion versierter zeigt als in der Inszenierung der Spielhandlung.“

„Die folgenden Inszenierungen variierten Runzes Interesse rund um die Themen Justiz, Verbrechen und die darin verwickelten Menschen. Sein immer wiederkehrendes Motiv war die Auseinandersetzung mit Schuld und Sühne, mit der schuldhaften Verstrickung des Einzelnen im Kontext zu seiner Umwelt, der Gesellschaft. Runze versuchte soziale Hintergründe aufzudecken, die Aufschluß auf das Verhaltensmuster seiner Protagonisten gaben. Immer wieder stand die Psychologisierung der schuldhaft verstrickten Hauptfiguren im Mittelpunkt Runze’schen Interesses -- damit entwickelte sich der Regisseur, dessen vertiefende Inszenierungen sich im Laufe der 70er Jahre immer weiter von simpel unterhaltenden Mainstream-Unterhaltungsmustern entfernten, allmählich zum deutschen André Cayatte.“